# Claudinei Santos
Claudinei Santos (São Paulo, 20 de fevereiro de 1971) é ex-voleibolista indoor  brasileiro  que atuou na posição de Central  em clubes e também pela Seleção Brasileira. Em sua trajetória pela seleção principal disputou três edições da Liga Mundial, chegando ao pódio na conquista do ouro na edição de 1993, a primeira do Brasil nesta competição,  e disputou as edições de 1992 e 1996.Em clubes foi medalhista de ouro no Campeonato Sul-Americano de Clubes disputado na Argentina em 1997.

## Carreira
Claudinei defendeu o Pirelli, depois continuou no mesmo  clube que utilizou a alcunha Rhodia Pirelli[carece de fontes?].Em 1992 foi convocado pelo técnico Zé Roberto Guimarães para Seleção Brasileira para disputar  a Liga Mundial, cuja fase final deu-se em Gênova-Itália, vestindo a camisa#11 encerrando na quinta posição nesta edição, quando atuou em 5 jogos
Claudinei sempre foi comparado ao estilo do ex-voleibolista  Amauri Ribeiro, principalmente pela eficiência,  estaria nos Jogos Olímpicos de Verão de Barcelona, na conquista do inédito ouro, era unanimidade entre os companheiros para estar neste evento, mas as contusões e intervenções cirúrgicas o impediram, como ocorreu no Campeonato Mundial Juvenil de 1987 que também não pode disputar a fase final da edição da Liga Mundial de 1993, cuja fase ocorreu em São Paulo-Brasil , na qual  esteve inscrito  integrando a equipe na conquista da primeira medalha de ouro do país na história da competição participando de 13 jogos.
Na temporada 1993-94 jogou pelo Palmeiras/Parmalat cujo técnico era Renan Dal Zoto, conquistando o vice-campeonato paulista de 1993 e disputou a final da Liga Nacional nesta temporada, competição antecessora da Superliga Brasileira A, encerrando com o vice-campeonato. Permaneceu no Palmeiras para a temporada 1994-95, conquistando o bronze da referente Superliga Brasileira A.
Atuou pelo Olympikus/Telesp na temporada  1995-96 disputou a correspondente Superliga Brasileira A conquistando o título desta competição.Renovou com esse mesmo clube para jornada esportiva seguinte, conquistando o título do Campeonato Paulista de 1996 e disputou por este a Superliga Brasileira A 1996-97, quando alcançou o bronze nesta edição.Disputou  ainda pelo Olympikus/Telesp o Campeonato-Sul-Americano de Clubes de 1997 sediado Buenos Aires-Argentina conquistando a medalha de ouro da edição, nesta competição sofreu uma contusão.
Claudinei também atuou pelo 1º de Maio/Philco nas competições de 1997-98 disputando a Superliga Brasileira A 1997-98 desfalcando o clube na reta final, pois, passou por uma artroscopia no joelho e encerrou na oitava posição na edição.
Voltou atuar pela seleção principal  com a camisa#11, disputou mais uma edição da Liga Mundial, desta vez a fase final foi realizada em Roterdã-Holanda e encerrou na quinta posição quanto atuou em 6 jogos.
Em 2000, ainda em atividade, participou do Curso de Treinadores da CBV em  João Pessoa-PB Foi  estudante da FAL e estudou Direito na Faculdade Maurício de Nassau.Reside em Maceió-AL, em 2004 nasceu seu filho Kauã e dois anos mais tarde seu filho Caio; atualmente é casado com a ex-voleibolista Popó[carece de fontes?].

## Títulos e resultados
- 1997-98- 8º lugar da Superliga Brasileira A[7]
- 1996-97- 3º lugar da Superliga Brasileira A[7]
- 1996-Campeã  do Campeonato Paulista
- 1996-5º lugar da Liga Mundial de Voleibol (Roterdã,  Países Baixos)[15]
- 1995-96- Campeão da Superliga Brasileira A[7]
- 1994-95- 3º lugar da Superliga Brasileira A[7]
- 1993-94- Vice-campeão da Liga Nacional de Voleibol Masculino
- 1993-Vice-campeã  do Campeonato Paulista
- 1992-5º lugar da Liga Mundial de Voleibol (Gênova,  Itália[1]